# Фридрих III (Свещена Римска империя)
Вижте пояснителната страница за други личности с името Фридрих III.
Фридрих III Хабсбургски (на немски: Friedrich III.; * 21 септември 1415, † 19 август 1493) е ерцхерцог на Австрия (под името Фридрих V) от 1424 г., германски крал (под името Фридрих IV) от 1440 г. и император на Свещената Римска империя от 1452 г. до смъртта си. Негов предшественик е Сигизмунд Люксембургски, а наследник е синът му Максимилиан I.

## Произход и ранни години
Роден в Инсбрук, Австрия, Фридрих е син на херцог Ернст Железни от линията на Леополдите от Хабсбургската династия, управляващ Вътрешна Австрия или по-точно Щирия, Каринтия и Крайна. Майка му е Кимбурга от Мазовия.
Той става ерцхерцог на Австрия (под името Фридрих V) през 1424 г., когато е едва на 9 години.

## Управление
През 1440 г. е избран за германски крал под името Фридрих IV, а дванадесет години след това получава титлата император на Свещената Римска империя като Фридрих III.

### Отношения с швейцарците и папата
През 1442 г. Фридрих се съюзява с Рудолф Щюси, владетел на град Цюрих, срещу Стария швейцарски съюз, давайки начало на Старата Цюрихска война (Alter Zürichkrieg), която завършва в полза на Швейцарския съюз. През 1448 г. Фридрих сключва договор с папството, наречен Vienna Concordat, който остава в сила до 1806 г. и определя взаимоотношенията между Хабсбургите и папството.

### Брак с Елеонора Португалска. Коронация
Сватосването на португалската инфанта Елеонора Португалска (1436 – 1467), дъщеря на португалския крал Дуарте, и Фридрих се оказва подобаващо дълъг за целта процес. Идеята за този брак идва от лелята на Елеонора – бургундската херцогиня Исабела Португалска, сестра на покойния крал Дуарте. Посредник в преговорите между германския двор и Португалия става вуйчото на инфантата – неаполитанският крал Алфонсо I Арагонски. Именно в Неапол се провеждат и всички преговори около сключването на предбрачния договор. Тъй като Фридрих предава голямо значение на външността на бъдещата си съпруга, през 1448 г. от Неапол в Португалия е изпратено посолство, в чийто състав влизат и художници, които трябвало да нарисуват правдив портрет на инфантата. Точно по това време в Португалия се разиграват драматичните събития около свалянето на дон Педро де Коимбра от властта, но това не променя отношението на новата власт към планирания династичен съюз. Въпреки че вестите и портретът, изпратени от посолството в Португалия, срещат одобрението на Фридрих, германският крал не бърза да даде окончателното си съгласие – не и докато не се появяват вести, че ръката на Елеонора е поискана от наследника на френската корона. Самата Елеонора изразява предпочитания да се омъжи за Фридрих, тъй като чрез него тя щяла да бъде обявена за свещена римска императрица, което било по-престижно от това да е кралица на Франция. В крайна сметка бракът между Елеонора и Фридрих получава и одобрението на апостолическия престол в лицето на папа Пий II, което ускорява сключването на окончателното споразумение в Неапол. Съгласно подписаният договор зестрата на Елеонора е определена на 60 хил. гулдена, 50 хил. от които са поставени на разположението на Фридрих, а 10 хил. – на Елеонора. Съответно, Фридрих трябвало да осигури на съпругата си поземлени владения на стойност 60 хил. гулдена.
Фридрих и Елеонора се срещат за първи път в Сиена през ноември 1451 г., а на 16 май 1452 г. двамата са венчани от папа Николай V в Рим. Три дни след венчавката съпругът на Елеонора е коронясан за император на Свещената Римска империя от папа Николай V. Той е последният император, коронясан в Рим. По това време той е против реформата на Свещената Римска империя и едва успява да убеди избиращата го колегия да не избира друг крал.
Сватбените тържества се провеждат под егидата на Алфонсо I Арагонски в Неапол, където Фридрих нарекъл съпругата си Елеонора с ново име – Eлена, което тя обаче рядко използвала през остатъка от живота си. Тя ражда на съпруга си пет деца, от които три умират рано. Императрицата, която постоянно глези децата си и им позволява да поемат обилни количества сладкиши и пикантни португалски ястия, е обвинявана косвено от съпруга си за смъртта на три от тях. Фридрих III, който рядко се меси в семейния ред, установен от съпругата му, се принуждава лично да се заеме с възпитанието на Максимилиан и Кунигунда. Двете деца са възпитавани в спартански дух и са поставени на строга диета, включваща прости плодове и зеленчуци, които императорът лично отглежда в градините си. Междувременно дълговете на Фридрих се увеличават, което става причина след завръщането им във Виена, императорът да отпрати огромния антураж на съпругата си, който се състои от 80 рицари и 40 придворни дами, пристигнали заедно с Елеонора от Португалия. На Елеонора е позволено да задържи само една камериерка, която умира година по-късно.

### Бездействие на Фридрих в защита срещу турците
С поражението на кръстоносците при Варна през 1444 г. и завладяването на Константинопол от османците на 29 май 1453 г. турската експанзия се появява силно в западноевропейското съзнание. За да отблъсне турската заплаха, папа Николай V призовава за кръстоносен поход на 30 септември 1453 г. Еней Силвий Пиколомини е особено активен за борба срещу турците. В империята напразно се чака ангажимент на императора срещу турците. Най-важните князе не се явяват на императорските събрания, а са представлявани. Поради малкия брой участници, решение не е взето. Много князе се интересуват повече от имперската реформа, отколкото от борбата срещу турците. В императорските събрания през май 1454 г. в Регенсбург, през октомври 1454 г. във Франкфурт и от края на февруари до началото на април 1455 г. във Винер Нойщат има обсъждания, но Фридрих не се появява нито в Регенсбург, нито във Франкфурт. Вместо отсъстващия глава на империята се предлага да се използва един вид императорски викарий, който да поеме своите задачи. Всички опити за заобикаляне на неактивния император се проваля поради несъгласие между курфюрстите. Поради отсъствието на Фридрих и тромавите структури на империята не е взето решение за отблъскване на турците. Според късносредновековни възгледи управлението в империята не принадлежи само на краля или императора, но и на курфюрстите. Като органична система империята се състои от глава (императора) и неговите членове (избиратели), които формират политическото тяло. Императорът и избирателите не могат да управляват един без друг. Те са принудени да постигнат консенсус по всички важни въпроси.
През 1456 г. само в Унгария има кръстоносна армия. Тя обаче няма никакви контингенти от частите на империята. С победата на тази армия срещу турците на 21 и 22 юли 1456 г. в битката при Белград, непосредствената заплаха изглежда е предотвратена. Като при Еней Силвий Пиколомини през 1458 г. като папа Пий II и наследника му Каликст III темата отново излиза за обсъждане. През 1460 г. отбраната срещу турците се обсъжда отново във Виена. Фридрих присъства като глава на империята, но принцовете стоят настрана. Следователно преговорите приключват без резултат, тъй като градовете не могат да съберат необходимите средства.

### Отношения с Бохемия и Унгария
В периода на малолетието на племенника си Ладислав Постум, имащ права на унгарската и чешката корона, Фридрих III се опитва да установи своята власт над тези държави. Така той фактически държи Ладислав в плен, узурпирайки като опекун всички реални негови пълномощия. Не му се отдава да създаде силна прохабсбургска партия.

#### Регентство над Владислав и борба за наследството му
По време на отсъствието на Фридрих Улрих фон Айтцинг получава допълнителна подкрепа в Горна и Долна Австрия за искането Владислав да бъде освободен от настойничеството. Например граф Улрих II от Цили, който действа като управител на Бохемия от 1437 г., е спечелен като партньор за съюза. Опозицията напразно се опитва да получи подкрепата на папата. Напротив, Николай настоява новокоронясаният император Фридрих да бъде признат за настойник. Когато това е отказано, папата анатемосва враговете на императора. След завръщането си във Винер Нойщат на 20 юни 1452 г. Фридрих трябва да се справи с класовата опозиция. В края на август 1452 г. Улрих фон Айтцинг дори атакува Винер Нойщат с армия, но императорският генерал Андреас Баумкирхер успява да отблъсне атаката. Унгарско нахлуване, съпроводено от свъстание на австрийските съсловия през 1452 г., принуждава Фридрих да освободи Ладислав и да върне кралските регалии. Съгласно примирието от 1 септември 1452 г. Фридрих предава Ладислав под грижите на граф фон Цили. Императорското попечителско регенство приключва и с него се губи албертинското наследство. Действителното управление обаче не остава при Ладислав.
В двете кралства започват граждански войни, които дават властта на представители на националното средно дворянство – Иржи Подебрадски в Бохемия и Янош Хунияди в Унгария.
След смъртта на Ладислав през 1457 г. отново не успява да задържи Бохемия и Унгария в орбитата на Хабсбургската монархия. Крал на Бохемия става Иржи Подебрадски, който след неудачна за Австрия война е признат през 1459 г. от Фридрих. Фридрих продава короната на Свети Ищван на Матяш Корвин за 80 хил. златни флорина, макар да остава номинален крал на Унгария до 17 юли 1463 г. След възкачването си на престола, унгарският крал скоро разгръща крупни военни действия против императора.
В 1460-те г. започват непрекъснати набези на унгарски войски в австрийските земи, които Фридрих III, поради недостиг на пари, не може да отрази. Австрия е разорена, а през 1485 г. армията на крал Матяш Корвин превзема Виена. Унгарските войски окупират Долна и част от Горна Австрия, а така и източните региони Щирия, Каринтия и Крайна. Единствено смъртта на Матяш през 1490 г. позволява да бъдат освободени австрийските земи, което е осъществено от сина на Фридрих Максимилиан.

### Конфликти с брат си Албрехт за наследствените претенции (1461 – 1463)
След смъртта на Владислав, Фридрих и брат му херцог Албрехт VI предявяват взаимни претенции за наследство към Горна и Долна Австрия. Малко по-късно Сигизмунд се отказва в полза на Албрехт, но преговорите между братята Фридрих и Албрехт се оказват по-трудни. През 1458 г. е сключено споразумение за разделяне. Албрехт получава Горна Австрия и обезщетение от 32 хил. гулдена, Фридрих запазва Долна Австрия с Виена. Албрехт се възползва от лошото финансово положение на Фридрих за свои цели. Набезите на наемници, лошите реколти и инфлацията увеличават икономическите трудности и недоволството сред населението. Следователно, Албрехт успява да спечели по-голямата част от австрийското благородничество срещу Фридрих и вижда това като възможност да преразгледа това, което той смята за несправедливо разделяне на наследството в своя полза.
През 1461 г. избухва открита война между братята. През есента на 1462 г. има унизителна обсада на Фридрих и семейството му във виенския замък. Само чрез намесата на бохемския крал Иржи Подебради, Фридрих е освободен от обсадата. С Корнейбургския мир на 2 декември 1462 г. Фридрих се обявява за готов да остави управлението в Долна Австрия на брат си за осем години в замяна на годишна вноска от 4000 дуката, но той веднага започва борба, когато Албрехт изостава с издължаване на задълженията си. Нито една от страните не успява да се утвърди военно през следващия период. Военните действия приключват едва с неочакваната смърт на Албрехт на 2 декември 1463 г.
Албрехт не оставя синове, които имат право да наследят. Само Сигизмунд може да предяви претенции към албертинското наследство, но от 1457 г. той има конфликт с Николай Кузански, кардинал и епископ на Бриксен. В тази връзка папа Пий II заплашва Сигизмунд с отлъчване и интердикт. Сигизмунд се надява, че император Фридрих ще посредничи и заявява, че ще се откаже от наследствените си претенции в Горна Австрия.
С изключение на Тирол, където Сигизмунд управлява, Фридрих успява да заеме всички притежания на Хабсбургите. Той се опитва да укрепи суверенитета си, като подобрява и организацията на епархията. През 1461 г. е създадена основата за признаване на Люблянска епархия, година по-късно папа Пий II потвърждава епархията.
Финансовите проблеми и откритите конфликти обаче продължават през следващите години. Все още катастрофалните финанси забавят безкрайно плащанията. Големият брой вражди карат Фридрих да остане във Винер Нойщат през следващите три години. Тъй като военните и териториалните конфликти се случват често, се налага забрана на тези конфликти. На 20 август 1467 г. Фридрих издава указ за държавен мир във Винер Нойщат с петгодишна забрана за война. Постановено е всеки да предявява исковете си пред съда. Нарушаването на мира се третира като престъпление срещу императора (crimen laesae maiestatis) и трябва да бъде наказвано съответно, по-строго, отколкото при всеки друг мир досега. При Фридрих престъплението срещу величеството се разширява допълнително и с действия извън императорската власт (plenitudo potestatis). Няма информация за съдилища, където са подадени искове и образувани съдебни дела. Следователно указът би могъл да има само номинална забрана за осигуряване на мир. Само синът на Фридрих Максимилиан I успява да забрани военните конфликт с Вечния мир през 1495 г. и в същото време да реформира коренно съдебната система.
На 3 септември 1467 г. императрица Елеонора Португалска умира от дизентерия на почти 31-годишна възраст. След смъртта на съпругата си Фридрих не се жени повторно.

### Война с Баумкирхер и пътуване до Италия, основаване на епархии
През ноември 1468 г. Фридрих заминава за Рим, за да се срещне с папа Павел II, където пристига на 24 декември. На 1 януари 1469 г. папата – венецианец, който има силен интерес за нов кръстоносен поход, основава Орден на Свети Георги в присъствието на императора, за да се бори с турците. Освен това папата разпорежда създаването на нови епархии във Виена и Винер Нойщат. Подобренията в организацията на църквата в родината му, които Фридрих постигна в Рим, почти не са забелязани от съвременниците му. Когато Фридрих си тръгва на 9 януари, той прави услугата на стратер като води коня на папата за юздите, като по този начин символично признава превъзходството на папата. През февруари 1469 г. той посещава Венеция, но с оглед на настъплението на османците трябва да напусне града.
По време на отсъствието на Фридрих императорският капитан-наемник Андреас Баумкирхер предизвиква въстание в наследствените земи. Баумкирхер е важен стълб на владетеля от години и е възнаграден със владения в Унгария. Когато Фридрих сключва мир с унгарския крал Матяш през 1463 г., Баумкирхер иска да се представи на унгарския крал като лоялен поддръжник. Това предизвика недоверието на Фридрих. Поради неизплатени парични задължения Баумкирхер обявява възражение до императора на 1 февруари 1469 г. Баумкирхер и неговите последователи успяват да превземат няколко замъка в унгарско-австрийския граничен район. Боевете се проточват с месеци без резултат. В Грац на 23 април 1471 г. трябва да се намери баланс между императора и Баумкирхер. На Баумкирхер е осигурено писмо за безопасно придвижване и имунитет. Ходът на разговорите е неизвестен. Фридрих задържа Баумкирхер и го обезглавява в същия ден без съд, като не спазва обещанието си.

### Обсада на Нойс. Брак на Максимилиан I (1477)
В обсадата на Нойс (1474 – 75) Фридрих III успява да убеди херцогът на Бургундия Шарл Смели да даде дъщеря си Мария Бургундска за съпруга на сина му Максимилиан I. Сватбата е отпразнувана на 18 август 1477 г. в Гент. Наследявайки Бургундия, Хабсбургите започват да получават все по-голяма власт в Европа. Това води до появата на поговорката:
| „ | Нека другите водят войни, а ти, щастлива Австрия, ще се жениш. | “ |

Това става и девизът на династията.

### Брак на дъщеря му Кунигунда
Бракът на дъщеря му Кунигунда Австрийска за Албрехт IV, херцог на Бавария, е резултат от желанието на Фридрих да заграби още власт, но въпреки това в крайна сметка се оказва загуба за Фридрих. Албрехт незаконно взема контрол над няколко имперски феодални владения и впоследствие иска ръката на Кунигунда, която живее в Инсбрук и далеч от баща си. За зестра той ѝ обещава завзетите от него феодални владения. Фридрих първоначално се съгласява, но след като Алберт заграбва още едно владение – Регенсбург, императорът отменя своето съгласие. На 2 януари 1487 г. обаче Кунигунда се жени за Алберт, преди решението на баща ѝ да е стигнало до нея. Войната, готова да се породи от появилия се спор, е предотвратена единствено благодарение на сина на Фридрих, Максимилиан.

### Последни години. Смърт
През последните десет години от живота си Фридрих управлява заедно със сина си Максимилиан.
На 77-годишна възраст Фридрих III умира в Линц след неуспешен опит за ампутация на левия му крак. Саркофагът му е изработен от Николаус Герхарт фон Лейден в Щефансдом във Виена е сред най-значимите скулптурни творби от Средновековието. Ампутираният му крак е погребан заедно с него.
- Илюстрация от ръкопис, показваща ампутирането на крака на Фридрих
- Саркофаг в Щефансдом

## Последици от управлението
Фридрих III се счита за последния император на Средновековието. Общата криза на органите на управление на империята, неефективността на имперската власт и практически пълната независимост на немските князе, постепенно нарастват през последния век като с най-голяма пълнота се проявяват в управлението на Фридрих III. Фридрих не успява да спечели нито един конфликт на бойното поле и поради тази причина използва по-различни методи.
През 1453 г. император Фридрих III преобразува Херцогство Австрия чрез „Privilegium maius“ в ерцхерцогство. През 1457 г. има сериозен конфликт с брат си Албрехт VI за управлението на Австрия.
Фридрих III държи Сигизмунд Тиролски от тиролската линия на Хабсбургите до навършване на 19 години като затворник.
В края на краищата Фридрих надвива своите врагове, като ги надживява и понякога наследява техните земи. Такъв е и случаят с племенника му Ладислаус Постум, от когото получава Долна Австрия през 1457. Същото се случва и с брат му Алберт VI – Фридрих наследява трона му в Горна Австрия. Тези конфликти го принуждават да живее анахронистично и постоянно да пътува. Налага му се да мести своя кралски двор неколкократно през годините на своето управление, установявайки се в Грац, Линц и след това Винер Нойщат. Във Винер Нойщат построява замък и манастир.
През 1469 успява да създаде епископии във Виена и Винер Нойщат, което не е постигано преди него от никой херцог на Австрия.

## Деца
Фридрих и Елеонора-Елена имат децата:
- Кристоф (1455 – 1456)
- Максимилиан I (1459 – 1519), император на Свещената Римска империя (1508 – 1519) – 1 брак: 1477 г. с Мария Бургундска (1457 – 1482), дъщеря на Шарл Дръзки, херцог на Бургундия; 2 брак: 1494 г. с Бианка-Мария Сфорца (1472 – 1510), дъщеря на Галеацо Мария Сфорца, херцог на Милано
- Хелена (1460 – 1461)
- Кунигунда Австрийска (1465 – 1520), омъжена 1487 г. за Албрехт IV (1465 – 1520), херцог на Бавария
- Йохан (1466 – 1467)